# Avenida República del Perú (Aguas Verdes)
La avenida República del Perú es una vía pública que se extiende por el centro de la localidad peruana de Aguas Verdes, dentro del distrito homónimo en la provincia de Zarumilla al noreste de la región Tumbes, cerca a la frontera con Ecuador.
La avenida forma parte de la Carretera Panamericana en el Perú, y finaliza en el puente binacional, cerca del Complejo Fronterizo Zarumilla.

## Descripción

### Comercio
La avenida por ser fronteriza, es un punto neurálgico del comercio informal y el contrabando de productos, lo que provoca atascos en el paso internacional, estos incidentes se presentan más que todo durante las fiestas de fin de año como Navidad. La delincuencia contra los comerciantes también está presente en la avenida.

### Incidentes
El Cuerpo de Bomberos Voluntarios del Perú calificó en 2016 a la avenida como una «bomba de tiempo» debido a su situación de desorden y caos,  esto se vio concretado en 2018 durante un incendio en la avenida y la dificultad para el ingreso de los bomberos peruanos, por lo que tuvo que intervenir también el cuerpo de bomberos de Machala (Ecuador). Durante la pandemia de COVID-19 en Tumbes, la avenida fue una de las zonas económicas más golpeadas por el confinamiento, llegando a quebrar el 70% de los locales en sus alrededores, debido a que además de la cuarentena, el gobierno peruano había cerrado la frontera.